# Crash (журнал)
Crash — английское печатное издание в формате журнала, посвящённое компьютеру ZX Spectrum и выходившее в годы популярности платформы. Первый номер был выпущен в феврале 1984 года, последний — в апреле 1992 года. Всего вышло 98 номеров журнала. До 1991 года журнал выпускался издательством Newsfield Publications Ltd. После его закрытия, с 1991 по 1992 выпускался Europress.

## История
Первоначально, в 1983 году, CRASH был создан Роджером Кином (Roger Kean), Оливером Фреем (Oliver Frey) и Франко Фреем (Franco Frey) в качестве каталога программного обеспечения, распространяемого по почте, и включал несколько страниц с обзорами. Затем, в феврале 1984 года, CRASH уже стал полноценным журналом. CRASH был полностью посвящён играм, в то время как Sinclair User позиционировал себя как журнал для «серьёзных» пользователей, а Your Spectrum — для технически подготовленных.
С октября 1986 года CRASH достиг ежемесячных тиражей в более 100 тысяч экземпляров.
Большая часть содержания журнала подписывалась именем Ллойд Мэнгрем (Lloyd Mangram) — это был коллективный псевдоним, за которым стояли сотрудники редакции.
С августа по декабрь 1991 года (номера 91—94) журнал публиковал список из 100 лучших игр для ZX Spectrum — CRASH Top 100.
Последний выпуск CRASH издательства Newsfield вышел в октябре 1991 года. Выпуск журнала был возобновлён издательством Europress в декабре 1991 года и продолжался до последнего выпуска в апреле 1992 года. После этого, CRASH был куплен EMAP — издателем Sinclair User, объединившим два журнала в один; на практике это означало лишь появление логотипа CRASH на обложке нескольких номеров SU.

## CRASHReaders Awards
С 1984 года журнал стал проводить среди читателей голосования CRASH Readers Awards.
Победители по категориям:
| Год  | Лучшая игра в целом        | Лучшие приключения          | Лучший платформер     | Лучший шутер | Лучший симулятор | Лучшая графика        | Лучший анонс     |
| ---- | -------------------------- | --------------------------- | --------------------- | ------------ | ---------------- | --------------------- | ---------------- |
| 1984 | Daley Thompson's Decathlon | Lords of Midnight           | Monty Mole            | Ad Astra     | Fighter Pilot    |                       | Sabre Wulf       |
| 1985 | Elite                      | Red Moon (Time and Magik)   | Dynamite Dan          | Commando     | Tomahawk         | Fairlight             |                  |
| 1986 | Starglider                 | Heavy on the Magick         | Dynamite Dan II       | Uridium      | TT Racer         | Lightforce            | The Great Escape |
| 1987 | Driller                    | The Pawn                    | Auf Wiedersehen Monty | Zynaps       | Gunship          | Driller               | Game Over        |
| 1989 | Batman — The Movie         | Myth: History in the Making |                       |              |                  | Operation Thunderbolt | Cabal            |
| 1990 | Robocop 2                  | Lords of Chaos              |                       |              |                  | Turtles               |                  |